# NGC 2552
NGC 2552 (również PGC 23340 lub UGC 4325) – magellaniczna galaktyka spiralna z poprzeczką (SBm), znajdująca się w gwiazdozbiorze Rysia. Odkrył ją William Herschel 9 marca 1788 roku.